# Вулиця Веделя (Львів)
Ву́лиця Ве́деля — вулиця у Франківському районі міста Львова, в місцевості Кульпарків. Сполучає вулиці Ярослави Музики до Лук'яна Кобилиці.

## Історія
Вулиця виникла наприкінці 1920-х років та у 1930 році отримала назву вулиця Ляховича, на честь польського науковця, професора, засновника та керівника кафедри неорганічної хімії Львівського університету Броніслава Ляховича (1856–1903). У 1933 році отримала назву Закладова бічна, через своє розташування поблизу закладу для душевнохворих, під час німецької окупації, з 1943 року по липень 1944 року — Кранкенхаус Небенґассе. У липні 1944 року повернена передвоєнна назва Закладова бічна. З 1946 року мала назву Артема бічна. Сучасна назва походить з 1993 року, на пошану українського композитора Артема Веделя.

## Забудова
Вулиця Веделя рівномірно забудована дво-, триповерховими будинками барачного типу 1950-х років.